# Sophie Jansen

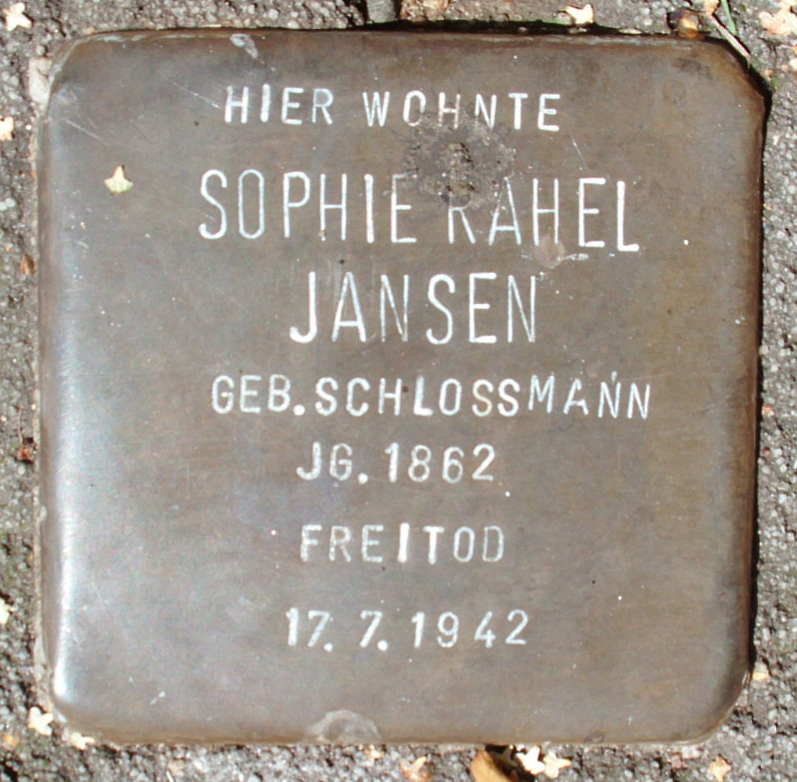
Stolperstein für Sophie Jansen in der Blankeneser Hauptstraße 56 in Hamburg-Blankenese

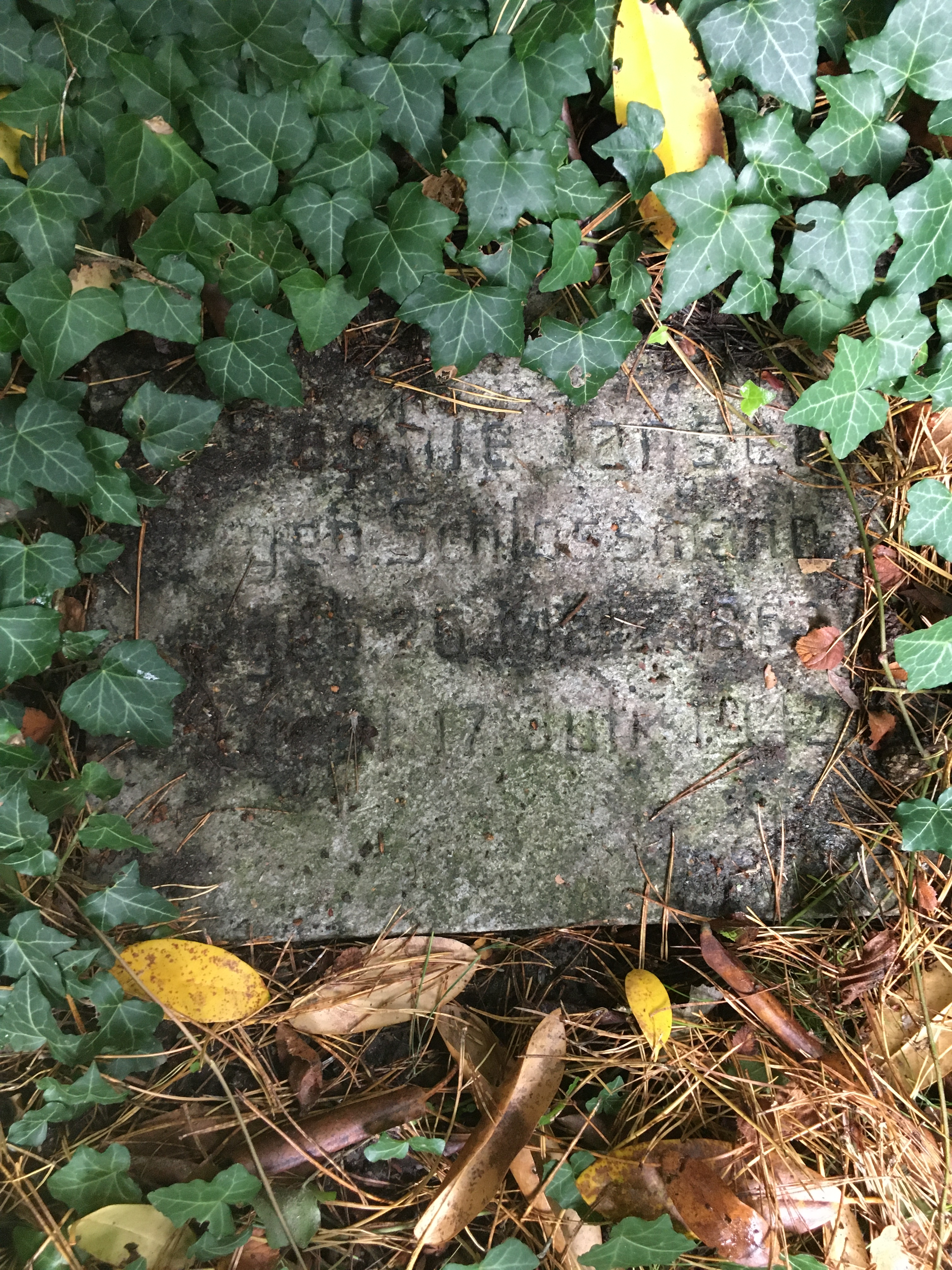
Grabstein auf dem Friedhof Ohlsdorf in Hamburg

Sophie Jansen (geboren als Sophie Schloßmann, 26. März 1862 in Hamburg; gestorben 17. Juli 1942 in Hamburg-Blankenese) war eine deutsche Schriftstellerin und Armenpflegerin.

## Biografie
Sophie Rahel Schloßmann war eine Tochter des Kaufmanns Carl Ezechiel Schloßmann und der Elise Wolf, sie hatte zwei Geschwister. Sie wuchs in Breslau und Dresden auf und heiratete 1882 den Rechtsanwalt Caesar Max Josephson. 1888 ließ sie sich gemeinsam mit ihrem Mann an ihrem Wohnort Hamburg christlich taufen, 1907 erhielten sie vom Hamburger Senat die Genehmigung für eine Namensänderung und trugen nun den Familiennamen Jansen, den Namen hatte sie vorher schon als Pseudonym für eine Buchveröffentlichung benutzt. Sie zog sieben Kinder groß, bewirtschaftete ein in Grande bei Trittau erworbenes Gut und erlangte in Hamburg literarischen Ruhm, als sie ihre Erlebnisse und Erfahrungen als überforderte Gutsherrin und vielbeschäftigte Mutter in drei Büchern niederschrieb. Das 1910 veröffentlichte Buch „Bebi und Bubi“, in dem sie die Kinderjahre ihrer beiden Jüngsten schilderte, wurde ein lokaler Bestseller.
Als Dreißigjährige während der verheerenden Cholera-Epidemie von 1892 mit der sozialen Frage konfrontiert, wurde sie später eine Pionierin des neu organisierten Armenwesens. 1908 war sie unter hunderten von Männern die erste Frau, die als öffentliche Armenpflegerin bestellt wurde.
1913 zog sie mit ihrem Mann nach Hamburg-Blankenese, zunächst in eine Villa in der heutigen Breckwoldtstraße. Aufgrund des frühen Todes ihres Mannes im Jahre 1916 verschlechterte sich ihre wirtschaftliche Lage dramatisch und sie zog 1919 in ein kleines Haus in der Hauptstraße. Während des Ersten Weltkriegs engagierte sie sich für vielfältige soziale Initiativen, zum Beispiel eine Volksküche für in Not geratene Angehörige von Soldaten, eine Einrichtung der Säuglingsfürsorge und eine Kinderkrippe.
Dann erforderten das Elend und die Verzweiflung der Nachkriegsjahre ihre ganze Kraft: Als ehrenamtliche Armenpflegerin versuchte sie, im „Armenhaus“ Hilfe zu leisten und Linderung zu bewirken. In Blankenese gewann sie dadurch Respekt und Anerkennung. 1919 wurde sie von der Gemeinde für ihre tätige Nächstenliebe mit einer Gedenkmünze gewürdigt.
Integriert in das Leben am Ort war sie schon lange. Dass sie Jüdin war, wurde für die protestantische Christin und für ihre Umgebung erst durch die Judengesetze und Judenverfolgung nach 1933 zum Problem. 1935 wurde ihr das Stimmrecht genommen und sie durfte kein öffentliches Amt bekleiden. Der soziale Tod begann mit der Enteignung ihres Hauses 1940. Anfang Juli 1942 erhielt sie den Deportationsbefehl für Theresienstadt, datiert auf den 19. Juli. Am 17. Juli 1942 öffnete die 80-Jährige den Gashahn ihres Herdes und machte ihrem Leben ein Ende.
Vor ihrem Wohnort in der Blankeneser Hauptstraße wurde ein Stolperstein für sie verlegt. 2021 beschloss der Hamburger Senat, die Georg-Bonne-Straße in Nienstedten (nach dem Arzt und Nationalsozialisten Georg Bonne) in Sophie-Rahel-Jansen-Straße umzubenennen.

## Werke
- Sophiensruh. Wie ich mir das Landleben dachte und wie ich es fand. Neudamm : Neumann, 1905 (4 Auflagen bis 1919)
- Friede Wend. Berlin :  E. Fleischel & Co., 1908
- Bebi und Bubi. Neudamm : Neumann, 1909